# Cajari
Cajari – miasto i gmina w Brazylii leżące w stanie Maranhão. Gmina zajmuje powierzchnię 662,066 km². Według danych szacunkowych w 2016 roku miasto liczyło 19 030 mieszkańców. Usytuowane jest około 120 km na południowy zachód od stolicy stanu, miasta São Luís, oraz około 1700 km na północ od Brasílii, stolicy kraju. W pobliżu położone są jeziora Lagoa Cajari oraz Lago de Viana. 
W 2014 roku wśród mieszkańców gminy PKB per capita wynosił 4568,38 reais brazylijskich.